# Axion
Axiony jsou hypotetické elementární částice, které předpověděli Roberto Peccei a Helen Quinnová v roce 1977. Tyto částice by měly vyřešit problémy CP symetrie v kvantové chromodynamice (QCD) a jsou to hlavně částice, ze kterých by se měla skládat temná hmota.

## Experimentální hledání
Experimentů, které se snaží nalézt axiony, je mnoho, ale doposud se nepodařilo potvrdit jejich existenci. Tyto experimenty lze rozdělit do několika kategorií:
- optické a rádiové teleskopy
- hledání slunečních axionů
- regenerace fotonů
- polarizace světla
- mikrovlnné kavity

Experimentů v jednotlivých skupinách je poměrně mnoho, ale mezi nejvýznamnější experimenty současnosti patří pravděpodobně PVLAS, OSQAR, CAST.
V roce 2013 navrhl Christian Beck z Univerzity v Cambridgi, že axiony by mohly být detekovány pomocí Josephsonových přechodů.

### Experimenty
- Experiment PVLAS Archivováno 13. 12. 2013 na Wayback Machine. Webové stránky experimentu PVLAS (anglicky)
- Experiment OSQAR Webové stránky experimentu OSQAR (anglicky)
- Experiment CAST Archivováno 15. 4. 2013 na Wayback Machine. Webové stránky experimentu CAST (anglicky)